# صاریغ گوش‌سفید آند
 صاریغ گوش‌سفید آند (نام علمی: Didelphis pernigra) نام یک گونه از سرده دوزهدان‌ها است.